# 1761 Edmondson
Edmondson (asteróide 1761) é um asteróide da cintura principal, a 2,4072284 UA. Possui uma excentricidade de 0,2393557 e um período orbital de 2 056,33 dias (5,63 anos).
Edmondson tem uma velocidade orbital média de 16,74267722 km/s e uma inclinação de 2,46647º.
Esse asteróide foi descoberto em 30 de Março de 1952 por Goethe Link Obs..